# Briey

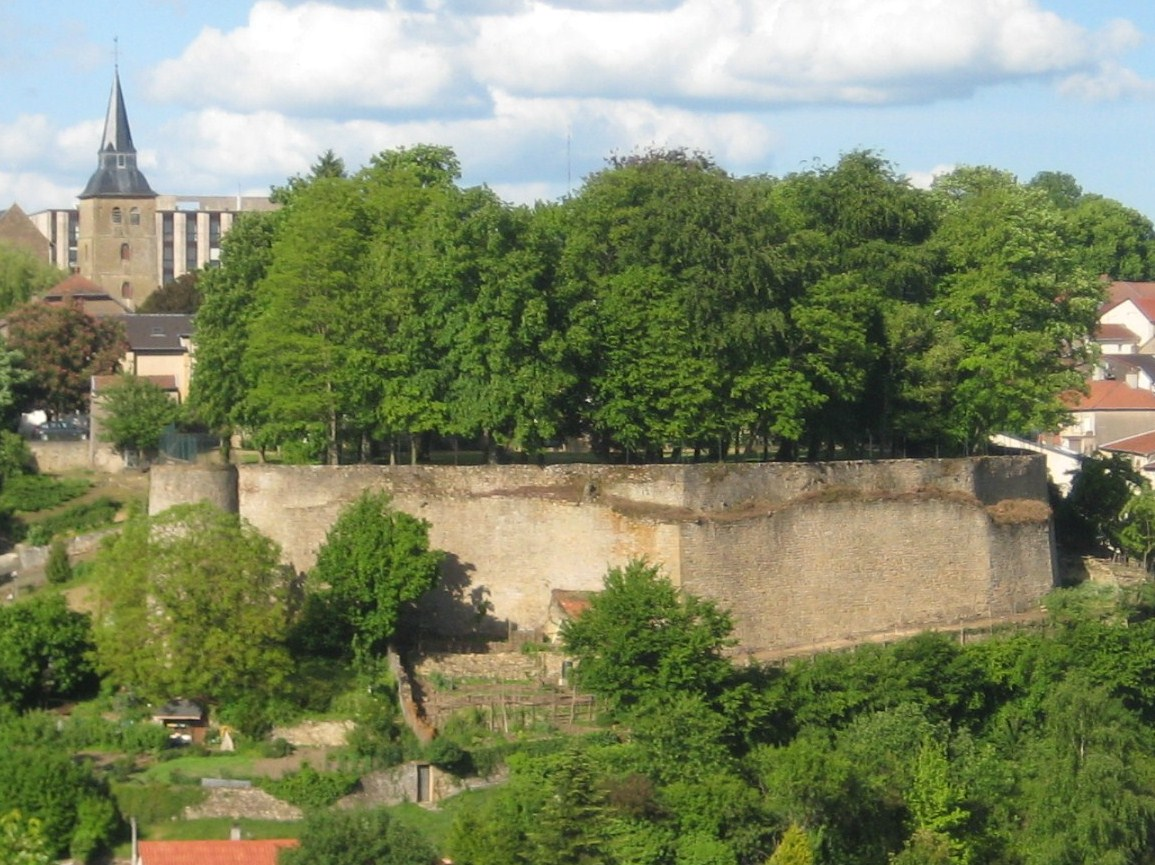

Briey este un oraș în nord-estul Franței, sub-prefectură a departamentului Meurthe-et-Moselle, în regiunea Lorena.
1. ↑  répertoire géographique des communes, accesat în 26 octombrie 2015
2. ↑  dataset of postal codes in France, 1 octombrie 2018